# Edény (botanika)
Ez a cikk a botanikai fogalomról szól, az eszközt lásd itt: Edény
Az edény botanikai szempontból a növénynek egyik elemi szerve, s az egymás fölött levő egynemű sejtek (vagyis edénysejtek) közös falának részbeli vagy tökéletes felszívódásából keletkező hosszabb cső.
Alakjuk és tartalmuk szerint lehetnek:
1. igazi edények vagy a fatest edényei;
2. rostás edények,
3. tömlők,
4. tejes edények (vasa lactifera).